# Estrella Durá Ferrandis
Estrella Durá Ferrandis (* 22. September 1963 in Puçol) ist eine spanische Politikerin (PSOE), Mitglied des Europäischen Parlaments und Psychologie-Professorin an der Universität Valencia.
2019 wurde sie ins Europäische Parlament gewählt (9. Legislaturperiode), dort ist sie Mitglied der Fraktion der Progressiven Allianz der Sozialdemokraten.

## Leben
Estrella Durá schloss 1986 ihr Psychologie-Studium und 1989 die Promotion an der Universität Valencia ab. 2004 erhielt sie den Fachtitel in Klinischer Psychologie.
Sie ist seit 2006 Wissenschaftlerin am Forschungsinstitut für Sozialpolitik der Universität Valencia, 2017 erhielt sie eine Professur an der Psychologischen Fakultät. Während dieser Tätigkeit verbrachte sie mehrere Forschungsaufenthalte an Universitäten und Forschungszentren in den USA, Großbritannien, Österreich und den Niederlanden.
Estrella Durá ist Expertin für sozialpolitische Programme, um die Lebensqualität und soziale Situation anfälliger Bevölkerungsgruppen zu verbessern. Zu ihren Arbeitsschwerpunkten zählen unter anderem: Arbeitslosigkeit unter Jugendlichen und Menschen über 55 Jahren, Frauengesundheit, chronisch Kranke sowie Migranten.
Estrella Durá war Gründungsmitglied mehrerer psycho-sozialer Vereine in Spanien. Heute ist sie Mitglied bei ENSA (European Network of Social Authorities) und ELISAN (European Local Inclusion & Social Action Network).

## Wahl und Tätigkeit im Europäischen Parlament
Estrella Durá hatte Platz 21 auf der Kandidatenliste der PSOE für die Europawahlen 2019. Da die Partei nur 20 Sitze erhielt, verfehlte sie vorerst den Einzug in Europäische Parlament. Erst als der Spitzenkandidat der Partei, Josep Borrell – mittlerweile Hoher Vertreter der Europäischen Union für Außen- und Sicherheitspolitik – auf seinen Sitz verzichtete, rückte sie nach.
Im Europäischen Parlament ist sie Mitglied des Ausschusses für Beschäftigung und Soziales (EMPL) und stellvertretendes Mitglied im Ausschuss für Landwirtschaft und ländliche Entwicklung (AGRI). Sie ist Mitglied der Delegation in der Paritätischen Parlamentarischen Versammlung AKP-EU und stellvertretendes Mitglied der Delegation für die Beziehungen zu den Ländern Südasiens.